# Ким Џонг-Хјун
Ким Џонг-Хјун (кореј. 김종현; Сеул, 8. април 1990 − Сеул, 18. децембар 2017), познатији само као Џонгхјун, био је јужнокорејски певач и текстописац. Он је био главни вокалиста јужнокорејске музичке групе Шајни и члан баладне групе S.M. The Ballad. Џонгхјун је свој први EP соло албум "Base" објавио 12. јануара 2015. године. У децембру 2017. потврђено је од стране Гангнамске полиције да је Ким Џонг-Хјун извршио самоубиство. Његов последњи албум, "Poet | Artist", објављен је постхумно, 23. јануара 2018.

## Каријера
Џонгхјун је био активан као музичар још од основне школе. Био је члан школског бенда и учествовао на многим фестивалима у свом окружењу, али не као вокалиста, већ басиста. Током једног наступа свог бенда "Зион", SM Entertainment га је приметио и Џонгхјун од тада започиње сарадњу с овом издавачком кућом.

### Шајни
Џонгхјун је био откривен током "2005 S.M. Casting System"-а. Године 2008, одабран је да буде члан групе Шајни која је са укупно пет чланова дебитовала 25. маја 2008. године.

### Солистички рад
Својим ЕП-ом "Base" који је објављен 12. јануара 2015. године, Џонгхјун дебитује као соло певач. Џонгхјун је написао текст за све песме са албума и сарађивао с другим уметницима попут Висунга и Јонхе. Албум је био на првом месту на Билбордовим светским албумима и Гаон албумском графикону.

## Приватни живот
Током друге године средње школе одлучује да напусти студије и посвети се музици. Касније је студирао на Chungwoon универзитети, али се пребацио на Myongji универзитет где мастерира студије филма и мјузикла.
Џонгхјун је задобио повреде лигамената левог скочног зглоба током сусрета са узбуђеним обожаватељима након Шајнијевог наступа на Korea-Indonesia Sharing Friendship Concert 12. октобра 2010. године у Џакарти, Индонезија. Као резултат овога, Џонгхјун није могао да плеше заједно са својим колегама из групе неколико месеци и такође морао на операцију не би ли поправио нанету штету.
Дана 1. априла 2013, Џонгхјун је претрпео саобраћајну несрећу, али није задобио теже телесне повреде.
Године 2017. потврђено је од стране Гангнамске полиције да је Ким Џонг-Хјун извршио самоубиство.

## Кинематографија

### Филм
| Година | Назив            | Улога | Белешке                 |
| ------ | ---------------- | ----- | ----------------------- |
| 2012   | I AM.            | Себе  | Документарац SM Town-а. |
| 2015   | SMTOWN The Stage | Себе  | Документарац SM Town-а. |

### Телевизија
| Година | Назив           | Канал | Белешке            |
| ------ | --------------- | ----- | ------------------ |
| 2011   | Immortal Song 2 | KBS   |                    |
| 2015   | Hello Counselor | KBS   | Гост, 225. епизода |

### Радио емисије
| Година    | Назив          | Улога  | Белешке |
| --------- | -------------- | ------ | ------- |
| 2014–2017 | MBC Blue Night | Ди-џеј |         |

### Спотови
| Назив                                   | Година | Белешке |
| --------------------------------------- | ------ | ------- |
| Crazy (Guilty Pleasure)                 | 2015   |         |
| 데자-부 (Déjà-Boo)                      | 2015   |         |
| 하루의 끝 (End of a Day)                | 2015   |         |
| 한마디 (Your Voice)                     | 2016   |         |
| 좋아 (She Is)                           | 2016   |         |
| Lonely                                  | 2017   |         |
| 빛이 나 (Shinin')                       | 2018   |         |
| 우린 봄이 오기 전에 (Before Our Spring) | 2018   |         |

## Дискографија

### Студијски албуми
- 2016: 좋아 (She Is)
- 2018: Poet-Artist

### EP-ови
- 2015: Base

### Компилације
- 2015: Story Op.1
- 2017: Story Op.2

### Синглови
| Назив                                     | Година | Албум                 |
| ----------------------------------------- | ------ | --------------------- |
| "데자-부 (Déjà-Boo)"                      | 2015   | Base                  |
| "Crazy (Guilty Pleasure)"                 | 2015   | Base                  |
| "하루의 끝 (End of a Day)"                | 2015   | Story Op.1            |
| "한마디 (Your Voice)"                     | 2016   | S.M. Station Season 1 |
| "좋아 (She Is)"                           | 2016   | She Is                |
| "Inspiration"                             | 2016   | S.M. Station Season 1 |
| "Lonely"                                  | 2017   | Story Op.2            |
| "빛이 나 (Shinin')"                       | 2018   | Poet \| Artist        |
| "우린 봄이 오기 전에 (Before Our Spring)" | 2018   | Poet \| Artist        |

| Година | Назив           | ISBN              | Референце |
| ------ | --------------- | ----------------- | --------- |
| 2015   | Skeleton Flower | 978-89-969554-8-1 | [ 13 ]    |

## Концерти
- The Story by Jonghyun (2015)
- JONGHYUN – X – INSPIRATION (2016)
- The Agit (The Letter) (2017)
- INSPIRED (2017)

## Достигнућа

### Награде и номинације
| Година | Награде                  | Категорија               | Номиновано дело  | Резултат  | Референце |
| ------ | ------------------------ | ------------------------ | ---------------- | --------- | --------- |
| 2015   | MBC Entertainment Awards | Excellence Award - Radio | Blue Night Radio | Освојио   | [ 14 ]    |
| 2016   | Golden Disc Awards       | Disk Bonsang             | Base             | Освојио   | [ 15 ]    |
| 2016   | Mnet Asian Music Awards  | Best Male Artist         | N/A              | Номинован | [ 16 ]    |